# Neocrasis
Neocrasis là một chi bướm đêm thuộc họ Geometridae.